# شرح عطية (طور الباحة)

تعديل مصدري - تعديل

شرح عطية هي إحدى قرى عزلة طور الباحة بمديرية طور الباحة التابعة لمحافظة لحج، بلغ تعداد سكانها 73 نسمة حسب تعداد اليمن لعام 2004.